# Polonkai Attila
Polonkai Attila (Budapest, 1979. június 12. –) válogatott magyar labdarúgó.

## Pályafutása
Pályafutását a Budapesti VSC csapatában kezdte, de fiatalon kölcsönjátékosként megfordult Szegeden és Szolnokon is. Az Újpesttől került vissza a REAC-ba, ahol első évében házi gólkirály lett. Pályafutása nagy részét a Videoton és az Újpest csapataiban töltötte, 2012-ben szerződött a felcsúti Puskás AFC csapatához.
2015 májusában a Puskás Akadémia-Újpest bajnokin játszotta 300. élvonalbeli találkozóját. A 2017-2018-as idény előtt a másodosztályú Csákvári TK-hoz került kölcsönbe.
2018 nyarán bejelentette visszavonulását, majd a Puskás Akadémia edzői stábjában kapott helyet. Pályafutása során 316 NB I-es mérkőzésen lépett pályára és 29 gólt szerzett.

## Sikerei, díjai
Videoton FC
- Magyar bajnok: 2011
- Magyar bajnoki ezüstérmes: 2010, 2012

## Statisztika

### Mérkőzései a válogatottban
| Magyarország | Magyarország    | Magyarország                    | Magyarország | Magyarország | Magyarország | Magyarország | Magyarország | Magyarország |
| #            | Dátum           | Helyszín                        | Hazai        | Eredmény     | Vendég       | Kiírás       | Gólok        | Esemény      |
| ------------ | --------------- | ------------------------------- | ------------ | ------------ | ------------ | ------------ | ------------ | ------------ |
| 1.           | 2004. június 2. | Tiencsin, Teda Football Stadium | Kína         | 2 – 1        | Magyarország | barátságos   | -            | 62'          |
| 2.           | 2006. május 24. | Budapest, Szusza Ferenc Stadion | Magyarország | 2 – 0        | Új-Zéland    | barátságos   | -            | 75'          |
| 3.           | 2006. május 30. | Manchester, Old Trafford        | Anglia       | 3 – 1        | Magyarország | barátságos   | -            | 73'          |
|              | Összesen        |                                 |              | 3            | mérkőzés     |              | 0            | gól          |

## Külső hivatkozások
- Profil az FC Fehérvár hivatalos honlapján (magyarul)
- Polonkai Attila adatlapja a HLSZ.hu-n (magyarul)
- Profil a footballdatabase.eu-n (angolul)
- Polonkai Attila pályafutásának statisztikái a Soccerbase oldalon (angolul)

```
(angolul)
```

- Polonkai Attila adatlapja a national-football-teams.com-on (angolul)
- Profil a soccernet.espn-en (angolul)
- NS online játékosprofil (magyarul)